# Shocking Truth
Shocking Truth (engelska för 'Upprörande sanning') är en svensk dokumentärfilm regisserad av Alexa Wolf. Filmen, som inleddes som ett projekt vid Dramatiska Institutet, fick även finansiellt stöd från Statens folkhälsoinstitut, Riksförbundet för sexuell upplysning (RFSU) och Riksorganisationen för kvinnojourer och tjejjourer i Sverige (Roks). Filmen premiärvisades på Göteborgs filmfestival 29-30 januari år 2000.

## Handling och tema
Centrum i filmen är Lisa. Hon författar en akademisk uppsats i ämnet, där hon utgår från den porrskådespelerska som i filmen benämns "Smulan". Denna ramhistoria kompletteras med intervjuer med producenter, skådespelare och Sveriges dåvarande kulturminister Marita Ulvskog (s). Den 58 minuter långa filmen hade svensk biopremiär 3 februari samma år, på Göteborgs filmfestival.
Shocking Truth kretsar kring fall där porrbranschen utnyttjar eller påstås utnyttja kvinnor, med påstådda bevis på våldspornografi (olagligt i Sverige sedan 1989). Via filmen drev Wolf tesen av pornografi borde förbjudas, utifrån att den pornografiska branschen per definition resulterar i utnyttjande och våld.

## Mottagande
Filmen väckte mycket uppmärksamhet och inramades av en våldsam mediedebatt.  Bland annat tog riksdagsledamöterna Ewa Larsson (mp) och Kalle Larsson (v) initiativ till att den visades i Sveriges riksdag den 16 februari år 2000. Efter att Granskningsnämnden för radio och TV bedömt att de kritiserade filmerna inte innehåller någon våldspornografi, ville kulturminister Marita Ulvskog göra en översyn av hur lagen tillämpades.
Dokumentärfilmen följdes även av motskriften Shocking Lies. I denna essäantologi kommenterade 15 debattörer, sexarbetare, författare, TV-personligheter och akademiker filmens påståenden med sin syn på ämnet, samtidigt som de anklagade Wolf för en hård och orättvis vinkling. Under 2000 års Stockholm Pride hade den porrkritiska medievinden avklingat, även om filmen fortsatte att visas för bland annat gymnasister och högskolestudenter.
Filmen och den debatt som följde liknade 1980-talets "sexkrig" i USA – mellan antipornografirörelsens radikalfeminister och sexpositiva debattörer – och inträffade efter ett decennium av betal-TV-porr i TV 1000 och Canal+. Shocking Truth sågs dock även som en viktig insyn i porrbranschens ofta dolda värld.